# مؤسسة تايدس
مؤسسة تايدس هي صندوق تبرعات يساري التوجه مقرها الولايات المتحدة وتدير أصولاً تزيد قيمتها عن 1.4 مليار دولار. تأسست في سان فرانسيسكو في عام 1976 على يد دروموند بايك. تقوم منظمة تايدس بتوزيع الأموال من متبرعين مجهولين إلى منظمات أخرى، والتي غالبًا ما تكون تقدمية سياسياً. تعتبر مجموعة تابعة، تدعى الدفاع عن المد والجزر ، "حاضنة تقدمية ضخمة".  تلقت المؤسسة تمويلًا كبيرًا من جورج سوروس.

## تاريخ
تأسست مؤسسة "تايدز" في عام 1976 على يد دراموند بايك، بالتعاون مع جين باغلي ليمان، التي كانت وريثة لثروة شركةشركة آر جي رينولدز للتبغ. في كتابه "المانحون: الثروة والسلطة والعمل الخيري في العصر الذهبي الجديد" الصادر عام 2017، وهو نسخة محدثة من كتابه "ثروات التغيير: صعود الأغنياء الليبراليين وإعادة تشكيل أمريكا" الصادر عام 2010، وصف ديفيد كالاهان بايك بأنه "ناشط ريادي". وأوضح أن بايك وأصدقاءه من الأثرياء تعاونوا لتأسيس تايدس، التي اعتمدت على صناديق المانحين الاستشارية لتوجيه الموارد نحو قضايا تقدمية.
قارن كالاهان، وهو أيضًا أحد مؤسسي مؤسسة العروض التوضيحية البحثية، هذا النهج بأسلوب مشابه تتبعه مؤسسة ثقة المانحين، وهي منظمة أميركية غير ربحية تقدم المشورة للمانحين، تأسست عام 1999 لحماية نوايا المانحين سواء كانوا ليبراليين أو محافظين.
شغلت ليمان منصب رئيسة مؤسسة "تايدز" منذ تأسيسها وحتى وفاتها عام 1988. تم تأسيس "تايدز" كمؤسسة مجتمعية ذات توجه وطني بسبب شعور بايك بالإحباط من تجاهل العمل الخيري التقليدي للقضايا التقدمية. كان يهدف إلى استخدام نموذج الرعاية المالية لدعم النشاط السياسي التقدمي. يتيح هذا النموذج استخدام مؤسسة خيرية معفاة من الضرائب لدعم مشروع أو منظمة غير معفاة من الضرائب، مما يمنحها مزايا الإعفاء الضريبي بشرط أن تحتفظ المؤسسة الخيرية بالسيطرة على كيفية إنفاق الأموال.
ظل بايك في منصب الرئيس التنفيذي للمؤسسة حتى خلفته ميليسا إل برادلي في عام 2010.
في عام 2000، أسس بايك النسخة الكندية من المنظمة، تايدز كندا، التي يقع مقرها في فانكوفر. تقدم "تايدز كندا" منحًا عبر مؤسستها الخيرية لدعم مشاريع العدالة الاجتماعية والقضايا البيئية، وهي تتألف من مؤسسة "Tides Canada" وجمعية مبادراتها.
بحلول عام 2009، خصصت مؤسسة "تايدز" حوالي 75 مليون دولار سنويًا من أموال المانحين، معظمها لدعم القضايا السياسية التقدمية. في عام 2011، تلقت المؤسسة حوالي 90 مليون دولار، وقدمت منحًا بقيمة تقارب 96 مليون دولار للأفراد والمنظمات.
وفي عام 2021، وصف السيناتور الديمقراطي شيلدون وايتهاوس مؤسسة "تايدز" بأنها مثال على "الأموال المظلمة الديمقراطية"، مشيرًا إلى أنها تعكس – وقد لحقت – بمؤسسات مشابهة تؤثر بشكل سري على الجانب الجمهوري.

## التبرعات
تشمل المنظمات التي بدأت كمشاريع تابعة لـ Tides حملة الدفاع عن الدستور ، واتحاد توظيف التعليم العالي ، و الناس من أجل الطريقة الأمريكية ، ومركز بيو للأبحاث، وشبكة المشاريع الاجتماعية، وصندوق العمل العاجل، وحركة يو في . يحتوي موقع تايدز على 130 منحة حالية. نظرًا لأن Tides هي مؤسسة خيرية عامة، فهي تسمح للرعاة بالتبرع بالأموال لمنظمات مختلفة - بما في ذلك الكيانات الربحية وغير الربحية - من خلال صناديق المشورة للمانحين.  الأموال التي ينصح بها المانحون هي أموال محفوظة في حسابات المنظمات غير الربحية، مثل Tides، والتي تقوم بعد ذلك بتقديم المنح إلى كيانات خارجية نيابة عن المانح. تشمل المنظمات التي دخلت في شراكة مع Tides لإنشاء هذه الصناديق.
في عام 2000، أطلقت تايدز برنامجًا يسمى "سد الفجوة الاقتصادية". وركز البرنامج على تمويل حملات الأجور المعيشية وتحالفات العدالة الاقتصادية. كما أطلقت تايدز صندوق تعبئة عقوبة الإعدام، الذي يدعم حركة مناهضة عقوبة الإعدام. تأسست شراكة ميشيغان لمنع العنف المسلح بدعم من تايدز.
وقد تلقى تايدز ما لا يقل عن 3.5 مليون دولار من الممول الليبرالي والناشط السياسي جورج سوروس . 
من عام 2003 إلى عام 2012، تبرعت تايدز بحوالي 4.4 مليون دولار لمنظمة الدفاع عن وسائل الإعلام، وقد صرحت بأنها تدعم حركة احتلوا وول ستريت. صرحت الرئيسة التنفيذية لشركة تايدز، ميليسا إل برادلي، في منشور على مدونتها في أكتوبر 2011 أن الحركة "تمثل أفضل المثل الأمريكية والإبداع.
في عام 2023، ذكرت صحيفة واشنطن إكزامينر ، وهي وسيلة إخبارية أمريكية محافظة ، أن مؤسسة تايدز والمؤسسة التابعة لها، مركز تايدز، تبرعتا بأكثر من مليون دولار للجماعات المناهضة لإسرائيل التي تقف وراء المظاهرات التي تدفع إلى وقف إطلاق النار بين إسرائيل وغزة والتقليل من أهمية الإرهاب الفلسطيني في الشرق الأوسط.
في عام 2024، رفعت مؤسسة الشبكة العالمية حركة حياة السود مهمة دعوى قضائية ضد المؤسسة، قائلة إنها "أساءت إدارة" أكثر من 33 مليون دولار من التبرعات المخصصة لـ . للحركة ، حيث عملت الأولى كراعٍ مالي للثانية بينما كانت المنظمة تنتظر وضعها المعفي من الضرائب. في عام 2022، رفضت تايدز تحويل ملايين الدولارات المستحقة للمجموعة. تزعم حركة حركة حياة السود مهمة أن مؤسسة تايدز تعمل كمؤسسة مالية غير منظمة تحصل على فوائد مالية كبيرة على حساب المنظمات التي يقودها السود والتي ترعاها".

## صندوق المناصرة
ترتبط مؤسسة "تايدز" بصندوق "تايدز للدفاع عن حقوق الإنسان"، المعروف أيضًا باسم "تايدز للدفاع عن حقوق الإنسان"، وهو جماعة ضغط ذات توجه ليبرالي. خلال دورة الانتخابات لعام 2012، قدم الصندوق 11.5 مليون دولار لدعم منظمات 501(c)(4). تضمنت هذه المساهمات: 
- 2 مليون دولار لرابطة الناخبين من أجل الحفاظ على البيئة.
- 1.8 مليون دولار لمنظمة "أمريكا تصوت".
- 1.3 مليون دولار لمركز التغيير المجتمعي.

كما قدم الصندوق دعمًا لمجموعات بيئية مثل:
- منظمة بولد نبراسكا.
- صندوق عمل الاتحاد الوطني للحياة البرية.
- صندوق عمل مجلس الدفاع عن الموارد الطبيعية.
- نادي سييرا.

في عام 2008، ساهم الصندوق في تمويل الحملات المعارضة لمجموعة من التعديلات المقترحة في ولاية كولورادو، بما في ذلك التعديلات 46، 47، 49، و54.
وفي عام 2013، وزع الصندوق منحًا بقيمة 11.8 مليون دولار على منظمات تدعم عدة قضايا، من بينها:
- العفو الجماعي عن المهاجرين غير الشرعيين.
- تعزيز حماية حقوق العمال.
- إصلاح قوانين السلامة الكيميائية.
- زيادة الاستثمار في صناعة الطاقة الشمسية.

## مؤسسة ويكيميديا
مؤسسة ويكيميديا ، وهي المنظمة غير الربحية التي تدير ويكيبيديا ، تعمل مع مؤسسة تايدز منذ عام 2016. تم إنشاء صندوق ويكيميديا الذي تبلغ قيمته عدة ملايين من الدولارات في عام 2016 لدعم مشاريع ويكيميديا، وتديره شركة تايدز.  في عام 2019، شغلت المستشارة العامة الجديدة لمؤسسة ويكيميديا، أماندا كيتون، منصب المستشارة العامة لشبكة تايدز، ورئيسة مؤسسة تايدز، والرئيسة التنفيذية لشركة تايدز أدفوكاسي.  في عام 2020، أنشأت مؤسسة ويكيميديا صندوقًا للمانحين بقيمة 4.5 مليون دولار أمريكي، وهو صندوق المساواة في المعرفة التابع لمؤسسة ويكيميديا، في Tides Advocacy. 